# گیزاب
گیزاب یک منطقهٔ مسکونی در افغانستان است که در ولایت ارزگان واقع شده‌است. گیزاب مرکز ولسوالی گیزاب است.
| داده‌های اقلیم گیزاب     | داده‌های اقلیم گیزاب | داده‌های اقلیم گیزاب | داده‌های اقلیم گیزاب | داده‌های اقلیم گیزاب | داده‌های اقلیم گیزاب | داده‌های اقلیم گیزاب | داده‌های اقلیم گیزاب | داده‌های اقلیم گیزاب | داده‌های اقلیم گیزاب | داده‌های اقلیم گیزاب | داده‌های اقلیم گیزاب | داده‌های اقلیم گیزاب | داده‌های اقلیم گیزاب |
| ماه                     | ژانویه              | فوریه               | مارس                | آوریل               | مه                  | ژوئن                | ژوئیه               | اوت                 | سپتامبر             | اکتبر               | نوامبر              | دسامبر              | سال                 |
| ----------------------- | ------------------- | ------------------- | ------------------- | ------------------- | ------------------- | ------------------- | ------------------- | ------------------- | ------------------- | ------------------- | ------------------- | ------------------- | ------------------- |
| میانگین بیش‌ترین °C (°F) | ۵٫۴ (۴۲)            | ۷٫۹ (۴۶)            | ۱۴٫۷ (۵۸)           | ۲۲٫۵ (۷۳)           | ۲۸٫۵ (۸۳)           | ۳۵٫۰ (۹۵)           | ۳۶٫۶ (۹۸)           | ۳۵٫۷ (۹۶)           | ۳۱٫۳ (۸۸)           | ۲۴٫۳ (۷۶)           | ۱۶٫۴ (۶۲)           | ۱۰٫۰ (۵۰)           | ۲۲٫۳۶ (۷۲٫۳)        |
| میانگین روزانه °C (°F)  | −۱٫۰ (۳۰)           | ۱٫۷ (۳۵)            | ۸٫۲ (۴۷)            | ۱۴٫۸ (۵۹)           | ۱۹٫۴ (۶۷)           | ۲۵٫۰ (۷۷)           | ۲۶٫۸ (۸۰)           | ۲۵٫۵ (۷۸)           | ۲۰٫۴ (۶۹)           | ۱۴٫۲ (۵۸)           | ۷٫۸ (۴۶)            | ۲٫۶ (۳۷)            | ۱۳٫۷۸ (۵۶٫۹)        |
| میانگین کم‌ترین °C (°F)  | −۷٫۴ (۱۹)           | −۴٫۵ (۲۴)           | ۱٫۷ (۳۵)            | ۷٫۱ (۴۵)            | ۱۰٫۵ (۵۱)           | ۱۵٫۱ (۵۹)           | ۱۷٫۱ (۶۳)           | ۱۵٫۴ (۶۰)           | ۹٫۶ (۴۹)            | ۴٫۲ (۴۰)            | −۰٫۸ (۳۱)           | −۴٫۸ (۲۳)           | ۵٫۲۷ (۴۱٫۶)         |
| منبع: Climate-Data.org  |                     |                     |                     |                     |                     |                     |                     |                     |                     |                     |                     |                     |                     |